# بلویو (نیومکزیکو)
بلویو (به انگلیسی: Bellview) یک منطقهٔ مسکونی در ایالات متحده آمریکا است که در نیومکزیکو واقع شده‌است. بلویو ۱٬۳۵۷٫۹ متر بالاتر از سطح دریا واقع شده‌است.